# Myrioblephara isombra
Myrioblephara isombra är en fjärilsart som beskrevs av Edward Meyrick 1892. Myrioblephara isombra ingår i släktet Myrioblephara och familjen mätare. Inga underarter finns listade i Catalogue of Life.